# Station Bowes Park
Bowes Park is een spoorwegstation van National Rail in Haringey in Engeland. Het station is eigendom van Network Rail en wordt beheerd door Govia Thameslink Railway. 